# Auguste-Hyacinthe Debay

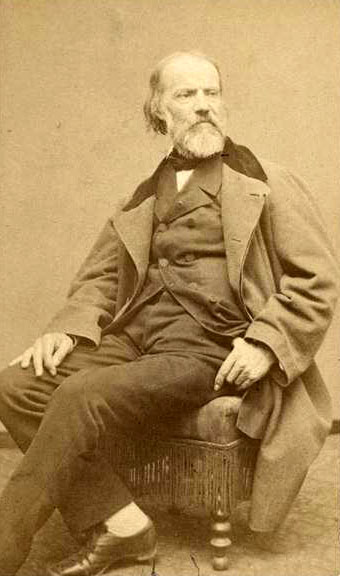

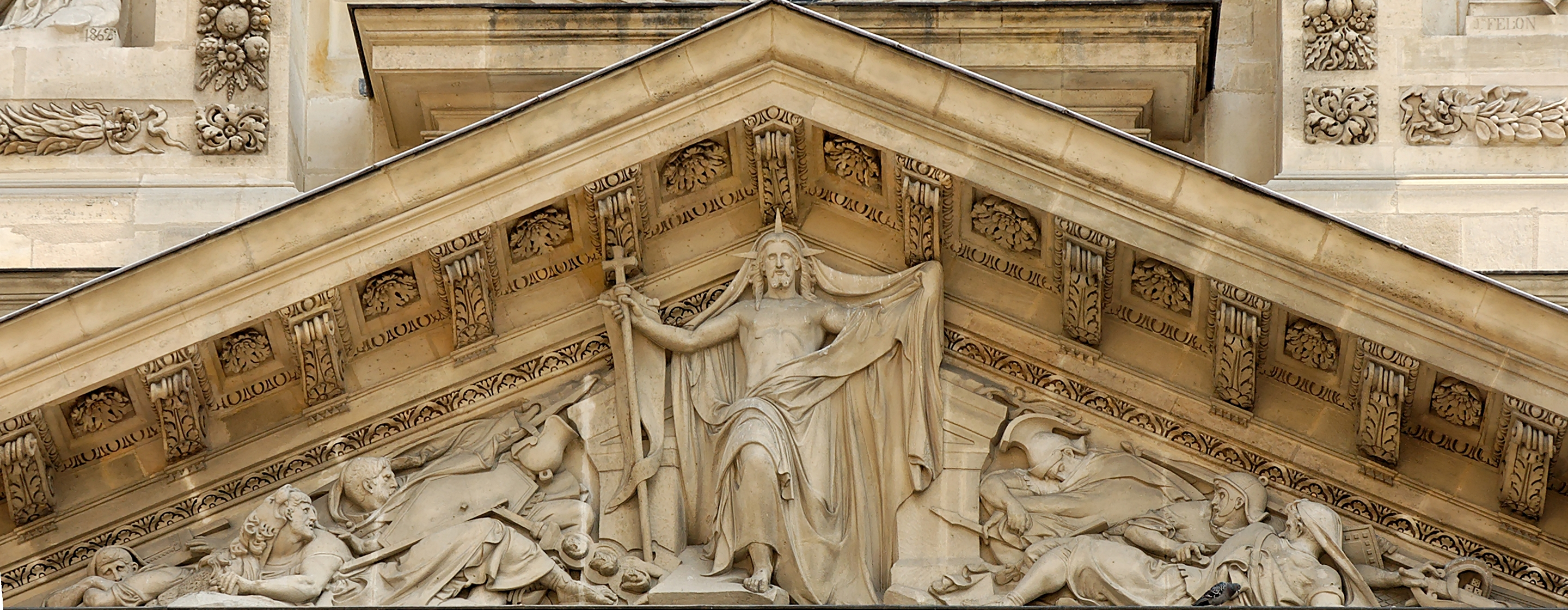
Fronton från Saint-Étienne-du-Mont i Paris.

Auguste-Hyacinthe Debay, född den 2 april 1804, död den 24 mars 1865, var en fransk bildhuggare och målare. Han var son till Jean-Baptiste Joseph Debay den äldre och bror till Jean-Baptiste Joseph Debay den yngre.
Debay utförde bland annat Ärkebiskop Affres monument (i Notre-Dame), statyer av Perrault och Claude Lorrain (båda för Louvren), bilderna på S:t-Michel-fontänen i Paris, samt gruppen Den första vaggan, framställande Eva med Kain och Abel i sitt knä. Han var även målare, som sådan akademisk och syftande till stark dramatisk effekt.